# Nowe Miasteczko
Nowe Miasteczko è un comune urbano-rurale polacco del distretto di Nowa Sól, nel voivodato di Lubusz.
Ricopre una superficie di 77,18 km² e nel 2004 contava 5 487 abitanti.